# Демидо-Карповка
Демидо-Карповка — исчезнувшая деревня в Болотнинском районе Новосибирской области. На момент упразднения входила в состав Боровского сельсовета. Исключена из учётных данных в 1982 году.

## География
Располагалась на левом берегу реки Чебулинский Падун, в 9 км к юго-западу от села Карасёво.

## История
Посёлок Демидо-Карповский был основан в 1917 г. В 1926 году состоял из 50 хозяйств. В административном отношении являлся центром Демидо-Карповского сельсовета Болотнинского района Томского округа Сибирского края.
С 1954 года в составе Егоровский сельсовет; с 1966 года в Боровском сельсовете. Решением Новосибирского облисполкома от 14.09.1982 г. № 561 деревня исключена из учётных данных.

## Население
По переписи 1926 г. в посёлке проживало 291 человек (137 мужчин и 154 женщины), основное население — русские.